# معیار پایداری راث-هرویتز
در نظریه سامانه کنترل، معیار پایداری راث-هرویتز یک آزمون ریاضی است که شرط لازم و کافی برای پایداری سیستم کنترل تغییرناپذیر با زمان خطی (LTI) است. محک راث یک الگوریتم بازگشتی کارآمد است که ادوارد جان راث ریاضیدان انگلیسی در سال ۱۸۷۶ برای تعیین اینکه آیا همه ریشههای چندجمله‌ای مشخصه یک سامانه خطی دارای قسمت‌های حقیقی منفی هستند، پیشنهاد داد. ریاضیدان آلمانی، آدولف هورویتز، در سال ۱۸۹۵ به‌طور مستقل پیشنهاد کرد که ضرایب چندجمله‌ای را در یک ماتریس مربعی، به نام ماتریس هورویتز، مرتب کند و نشان داد که چندجمله‌ای پایدار است، اگر فقط اگر دنباله دترمینان‌های زیرماتریس‌های اصلی آن مثبت باشد. این دو روش معادل هستند، با محک روث روش کارآمدتری برای محاسبهٔ دترمینان‌های هرویتز نسبت به محاسبه مستقیم آنها ارائه می‌دهد. چندجمله‌ای ارضاء کننده معیار راث-هرویتز چندجمله‌ای هرویتز نامیده می‌شود.

## استفاده از الگوریتم اقلیدس
این معیار مربوط به قضیه راث-هورویتز است. از بیان آن قضیه، ما داریم {\displaystyle p-q=w(+\infty )-w(-\infty )} که:
- {\displaystyle p} تعداد ریشه‌های چندجمله‌ای {\displaystyle f(z)} با قسمت حقیقی منفی است؛
- {\displaystyle q} تعداد ریشه‌های چندجمله‌ای {\displaystyle f(z)} با قسمت حقیقی مثبت (طبق قضیه ، {\displaystyle f} قرار است هیچ ریشه ای روی خط موهومی نباشد) است.
- w(x) تعداد تغییرات زنجیره استورم تعمیم یافته است که از{\displaystyle P_{0}(y)} و{\displaystyle P_{1}(y)} بدست می‌آید (توسط تقسیمات اقلیدوسی متوالی) که{\displaystyle f(iy)=P_{0}(y)+iP_{1}(y)} برای Y حقیقی است.

با توجه به قضیه اساسی جبر، هر چند جمله ای درجه n باید دارای n ریشه در صفحه مختلط باشد (یعنی برای یک ƒ بدون ریشه در خط موهومی، p + q = n) بنابراین، این شرط را داریم که ƒ یک چندجمله‌ای پایدار (هرویتز) است اگر و فقط اگر p - q = n باشد(اثبات در زیر آورده شده‌است) با استفاده از قضیه راث-هرویتز، می‌توان شرط p و q را با زنجیره استورم تعمیم یافته جایگزین کرد، که به نوبه خود شرط ضرایب ƒ را خواهد داد.

### مثال مرتبه-بالاتر
وقتی بدست آوردن ریشه‌های چندجمله‌ای مشخصه مرتبه بالاتر دشوار است می‌توان از روش جدولی برای تعیین پایداری استفاده کرد. برای یک چندجمله‌ای درجه n ام
- {\displaystyle D(s)=a_{n}s^{n}+a_{n-1}s^{n-1}+\cdots +a_{1}s+a_{0}}

جدول دارای n + 1 ردیف و ساختار زیر است:
| {\displaystyle a_{n}}   | {\displaystyle a_{n-2}} | {\displaystyle a_{n-4}} | {\displaystyle \dots }  |
| {\displaystyle a_{n-1}} | {\displaystyle a_{n-3}} | {\displaystyle a_{n-5}} | {\displaystyle \dots }  |
| {\displaystyle b_{1}}   | {\displaystyle b_{2}}   | {\displaystyle b_{3}}   | {\displaystyle \dots }  |
| {\displaystyle c_{1}}   | {\displaystyle c_{2}}   | {\displaystyle c_{3}}   | {\displaystyle \dots }  |
| {\displaystyle \vdots } | {\displaystyle \vdots } | {\displaystyle \vdots } | {\displaystyle \ddots } |

که در آن عناصر {\displaystyle b_{i}} و {\displaystyle c_{i}} به شرح زیر محاسبه می‌شود:
- {\displaystyle b_{i}={\frac {a_{n-1}\times {a_{n-2i}}-a_{n}\times {a_{n-(2i+1)}}}{a_{n-1}}}.}
- {\displaystyle c_{i}={\frac {b_{1}\times {a_{n-(2i+1)}}-a_{n-1}\times {b_{i+1}}}{b_{1}}}.}

پس از اتمام، تعداد تغییرات علامت در ستون اول تعداد ریشه‌های غیر منفی خواهد بود.
| ۰٫۷۵ | ۱٫۵ | ۰ | ۰ |
| -3   | ۶   | ۰ | ۰ |
| ۳    | ۰   | ۰ | ۰ |
| ۶    | ۰   | ۰ | ۰ |

در ستون اول، دو تغییر علامت وجود دارد (۰٫۷۵ → ۳−، و ۳ → ۳−)، بنابراین دو ریشه غیرمنفی وجود دارد که سیستم ناپایدار است.
معادله مشخصه سیستم سروو داده‌شده‌است توسط:
- {\displaystyle b_{0}s^{4}+b_{1}s^{3}+b_{2}s^{2}+b_{3}s+b_{4}=0}

| {\displaystyle b_{0}}                                                                   | {\displaystyle b_{2}}                                                        | {\displaystyle b_{4}} | ۰ |
| --------------------------------------------------------------------------------------- | ---------------------------------------------------------------------------- | --------------------- | - |
| {\displaystyle b_{1}}                                                                   | {\displaystyle b_{3}}                                                        | ۰                     | ۰ |
| {\displaystyle b_{1}b_{2}-b_{0}b_{3} \over b_{1}}                                       | {\displaystyle b_{1}b_{4}-b_{0}\times 0 \over b_{1}} = {\displaystyle b_{4}} | ۰                     | ۰ |
| {\displaystyle (b_{1}b_{2}-b_{0}b_{3})b_{3}-b_{1}^{2}b_{4} \over b_{1}b_{2}-b_{0}b_{3}} | ۰                                                                            | ۰                     | ۰ |
| {\displaystyle b_{4}}                                                                   | ۰                                                                            | ۰                     | ۰ |

برای پایداری، تمام عناصر ستون اول آرایه راث باید مثبت باشند؛ بنابراین شرایطی که برای پایداری سیستم داده شده باید ارضاء شود به شرح زیر فراهم شود:
{\displaystyle b_{1}>0,b_{1}b_{2}-b_{0}b_{3}>0,(b_{1}b_{2}-b_{0}b_{3})b_{3}-b_{1}^{2}b_{4}>0,b_{4}>0}
می‌بینیم که اگر
{\displaystyle (b_{1}b_{2}-b_{0}b_{3})b_{3}-b_{1}^{2}b_{4}\geq 0}
سپس
{\displaystyle b_{1}b_{2}-b_{0}b_{3}>0}
ارضاء شده‌است.
- {\displaystyle s^{4}+6s^{3}+11s^{2}+6s+200=0}[۶]

جدول زیر را داریم:
| ۱    | ۱۱     | ۲۰۰ | ۰ |
| 6 1  | 6 1    | ۰   | ۰ |
| 10 1 | 200 20 | ۰   | ۰ |
| -۱۹  | ۰      | ۰   | ۰ |
| ۲۰   | ۰      | ۰   | ۰ |

دو تغییر علامت وجود دارد این سیستم ناپایدار است، زیرا دارای دو قطبِ نیم-صفحه-راست و دو قطبِ نیم-صفحه-چپ است. از آنجا که یک ردیف صفر در جدول راث ظاهر نمی‌شود، سیستم نمی‌تواند قطب‌های jω داشته باشد.
- {\displaystyle s^{6}+2s^{5}+8s^{4}+12s^{3}+20s^{2}+16s+16=0.\,}

جدول زیر را داریم:
| ۱ | ۸  | ۲۰ | ۱۶ |
| ۲ | ۱۲ | ۱۶ | ۰  |
| ۲ | ۱۲ | ۱۶ | ۰  |
| ۰ | ۰  | ۰  | ۰  |

در چنین حالتی چندجمله‌ای کمکی {\displaystyle A(s)=2s^{4}+12s^{2}+16.\,} است که باز هم برابر با صفر است. مرحله بعدی تفکیک معادله فوق است که چند جمله ای {\displaystyle B(s)=8s^{3}+24s^{1}.\,} را ارائه می‌دهد. ضرایب ردیف حاوی صفر، اکنون "۸" و "۲۴" می‌شوند. روند آرایه راث با استفاده از این مقادیر که دارای دو نقطه در محور موهومی هستند پیش می‌رود. این دو نقطه در محور موهومی عامل اصلی پایداری حاشیه‌ای هستند.